# Jeff Bean
Pour les articles homonymes, voir Bean.
Jeff Bean, né le 11 janvier 1977 à Ottawa, est un skieur acrobatique canadien spécialisé dans les épreuves de saut acrobatique. En 2005, il est médaillé d'argent aux mondiaux de Ruka. 

## Palmarès

### Jeux olympiques
- 11e aux Jeux olympiques d'hiver de 1998 à Nagano
- 4e aux Jeux olympiques d'hiver de 2002 à Salt Lake City
- 19e aux Jeux olympiques d'hiver de 2006 à Turin

### Championnats du monde
| Édition/Discipline | Saut acrobatique |
| Mondiaux 1999      | 16e              |
| Mondiaux 2001      | 8e               |
| Mondiaux 2003      | 22e              |
| Mondiaux 2005      | Argent           |
| Mondiaux 2007      | 9e               |

### Coupe du monde
- Meilleur classement en saut acrobatique : 3e en 2003.
- 15 podiums en bosses dont 3 victoires.

#### Détails des victoires
| Édition / Épreuve | Saut acrobatique          |
| 1996-1997         | Kirchberg in Tirol        |
| 2002-2003         | Mt. Buller Mont Tremblant |